# Phlegra bairstowi
Phlegra bairstowi là một loài nhện trong họ Salticidae.
Loài này thuộc chi Phlegra. Phlegra bairstowi được Eugène Simon miêu tả năm 1886.